# برلیوز ۶۹۲۸۸
سیارک ۶۹۲۸۸ (به انگلیسی: 69288 Berlioz، نامگذاری:1990TW11) شصت و نه هزار و دویست و هشتاد و هشتمین سیارک کشف شده‌است که در ۱۱ اکتبر ۱۹۹۰ کشف شد.